# 순천세빛중학교
순천세빛중학교(順天女子中學校)는 대한민국 전라남도 순천시 매곡동에 있는 공립 중학교이다.

## 학교 연혁
- 1940년 4월 28일 : 4년제 공립고등여학교로 개교
- 1951년 6월 25일 : 순천여자중 · 고등학교로 분리
- 2003년 9월 1일 : 현 교사(校舍)로 이전
- 2023년 9월 1일 : 제34대 나용균 교장 부임
- 2024년 3월 1일 : 순천세빛중학교 교명 변경
- 2025년 1월 9일 : 제82회 85명 졸업(총 26,286명 졸업)
- 2025년 3월 4일 : 2025학년도 1학년 145명 입학

## 참고 자료
- 순천세빛중학교 - 한국교육학술정보원 학교알리미